# Alvar Fernández de Miranda
Alvar Fernandez de Miranda (fl. IX secolo) è stato un cavaliere medievale spagnolo considerato il capostipite del lignaggio dei Miranda - cavaliere al servizio del Re Ramiro I delle Asturie.

## Biografia
Alvar Fernandez de Miranda viene ricordato, insieme ad altri valorosi cavalieri del suo tempo, come partecipante a quella importantissima battaglia per la Reconquista che intorno all'anno 844 fu combattuta nei Campi di  Clavijo contro un poderoso esercito di Mori da Don Ramiro, primogenito del Re Don Bermudo, dove per la prima volta il glorioso Apostolo Santiago apparve ai Re di Spagna, ed in seguito alla quale fu abolito l'infame tributo di cento fanciulle l'anno.